# VTV Cần Thơ
VTV Cần Thơ là kênh truyền hình quốc gia khu vực Tây Nam Bộ của Đài Truyền hình Việt Nam, phục vụ đối tượng khán giả ở khu vực Đồng bằng sông Cửu Long và khán giả Việt Nam quan tâm đến khu vực này. Các chương trình của VTV Cần Thơ trải dài trên nhiều thể loại: chính luận, khoa giáo, thể thao, văn hóa - giải trí, phim truyện và thông tin quảng cáo. Bên cạnh đó, VTV Cần Thơ còn sản xuất và phối hợp với các đơn vị khác của Đài Truyền hình Việt Nam thực hiện các chương trình truyền hình trực tiếp các sự kiện ở khu vực Tây Nam Bộ, để phát sóng trên các kênh truyền hình của VTV.
Trước đây, VTV Cần Thơ từng là một trong các kênh truyền hình khu vực của Đài Truyền hình Việt Nam, với hai kênh VTV Cần Thơ 1 và VTV Cần Thơ 2 do Trung tâm Truyền hình Việt Nam tại Thành phố Cần Thơ quản lý. Thực hiện Đề án Quy hoạch báo chí quốc gia, từ 00:00 ngày 1 tháng 1 năm 2016, kênh VTV Cần Thơ 1 cùng với kênh VTV9 khu vực được sáp nhập và trở thành kênh truyền hình quốc gia VTV9, hướng tới khán giả toàn khu vực Nam Bộ. Trong khi đó, kênh VTV Cần Thơ 2 được chuyển đổi thành VTV5 Tây Nam Bộ nhằm phục vụ cộng đồng dân tộc Khmer tại Việt Nam.
Ngày 8 tháng 9 năm 2022, theo Nghị định số 60/2022/NĐ-CP về việc cơ cấu lại các đơn vị trực thuộc của Đài Truyền hình Việt Nam, Trung tâm Truyền hình Việt Nam khu vực Nam Bộ được chia tách để tái lập Trung tâm Truyền hình Việt Nam tại Thành phố Hồ Chí Minh và thành lập Trung tâm Truyền hình Việt Nam khu vực Tây Nam Bộ. Vào lúc 05:30 ngày 10 tháng 10 năm 2022, VTV Cần Thơ được phát sóng trở lại sau 6 năm ngừng phát sóng, thay thế cho kênh VTV6 trước đây.

## Lịch sử

### Kênh khu vực
Tiền thân của VTV Cần Thơ là Đài Truyền hình Cần Thơ, được thành lập vào ngày 3 tháng 12 năm 1966. Đây là đài truyền hình thứ hai của Việt Nam sau Đài Truyền hình Sài Gòn thành lập năm 1965. Lúc đầu, đài Cần Thơ được phát sóng qua hệ thống phát hình trên máy bay giống như Đài Truyền hình Sài Gòn, đến ngày 11 tháng 11 năm 1968 thì chính thức phát trên băng tần số 7.
Sau ngày Việt Nam thống nhất, Đài Truyền hình Cần Thơ cũng nhanh chóng đi vào hoạt động nhằm kịp thời đáp ứng đời sống nghe nhìn và văn hóa tinh thần của người dân Đồng bằng sông Cửu Long. Đội ngũ cán bộ kỹ thuật, kỹ sư của Đài Truyền hình Cần Thơ lúc bấy giờ đã bắt tay thiết kế chuyển đổi hệ thống phát hình và thiết bị trung tâm từ hệ FCC của chế độ Việt Nam Cộng hòa để lại, sang hệ OIRT. Trung đoàn Thông tin Quân khu 9 hỗ trợ linh kiện điện tử để thiết kế ghe ghi hình lưu động và xe ghi hình lưu động giúp đơn vị. Sau đó, cán bộ kỹ thuật của Đài tiếp tục thiết kế chuyển đổi từ hệ OIRT sang phát hình màu SECAM III B và sang hệ PAL – DK, thiết bị cũng dần chuyển sang phát hình hệ UMATIC, BETACAM.
Năm 1980, truyền hình tại Cần Thơ có 2 kênh phát sóng: kênh 11 VHF và kênh 6 VHF.
Những năm 1983-1984, Đài Truyền hình Cần Thơ cử cán bộ, kỹ sư giúp Campuchia thành lập Đài Truyền hình Quốc gia, xây dựng hệ thống từ trung tâm đến đài phát sóng và đảm trách việc đào tạo cán bộ kỹ thuật, phóng viên. Năm 1984, truyền hình Cần Thơ cũng giúp truyền hình Đà Nẵng chuyển từ OIRT sang phát hình SECAM III B. Những năm này, các đài phát thanh và truyền hình các tỉnh Tây Nam Bộ cũng đã bắt đầu hình thành. Truyền hình Cần Thơ còn làm nhiệm vụ cử đội ngũ cán bộ kỹ thuật giúp các đài địa phương lắp đặt thiết bị trung tâm, máy phát sóng và giúp đào tạo cả đội ngũ phóng viên, biên tập,...
Năm 1992, Đài Truyền hình Cần Thơ trở thành đài truyền hình khu vực trực thuộc Đài Truyền hình Việt Nam và được phát sóng trên kênh 6, với logo lúc đầu là THCT, sau đó là CTV từ năm 1997. Cuối năm 2003, Đài Truyền hình Cần Thơ chuyển trụ sở về số 215 (nay là số 407), đường 30 tháng 4, quận Ninh Kiều, Thành phố Cần Thơ. Ngày 1 tháng 1 năm 2004, Đài Truyền hình Cần Thơ có tên gọi mới Trung tâm Truyền hình Việt Nam tại TP Cần Thơ, với biểu trưng là CVTV.
Ngày 1 tháng 9 năm 2004, kênh CVTV2 chính thức được phát sóng nhằm phục vụ cộng đồng người dân tộc Khmer sinh sống tại miền Tây Nam Bộ, với thời lượng 18 giờ. Kênh này cũng phát sóng các chương trình tổng hợp như CVTV1, nhưng dành một phần thời lượng để phát các chương trình tiếng Khmer.
Năm 2010, VTV Cần Thơ chuyển kênh tần số và máy phát của kênh CVTV1 từ kênh 6 VHF sang kênh 49 UHF.
Ngày 5 tháng 6 năm 2011, CVTV thay đổi nhận diện sang VTV Cần Thơ. Các kênh CVTV1 và CVTV2 cũng lần lượt được đổi tên thành VTV Cần Thơ 1 và 2. Đến năm 2013, kênh VTV Cần Thơ 1 được nâng thời lượng phát sóng lên 24/7.
Ngày 1 tháng 1 năm 2016, thực hiện Quy hoạch báo chí quốc gia, kênh truyền hình quốc gia khu vực Nam Bộ – VTV9 được hình thành trên cơ sở sáp nhập kênh VTV Cần Thơ 1 với VTV9 khu vực, trong khi VTV Cần Thơ 2 được chuyển đổi thành kênh VTV5 Tây Nam Bộ, phục vụ đời sống tinh thần của cộng đồng dân tộc Khmer tại Việt Nam.
Ngày 17 tháng 3 năm 2020, Chính phủ ra Nghị định số 34/2020/NĐ-CP về việc cơ cấu lại các đơn vị trực thuộc của VTV. Trong đó, thành lập Trung tâm Truyền hình Việt Nam tại khu vực Nam Bộ trên cơ sở sáp nhập Trung tâm Trung tâm Truyền hình Việt Nam tại TP.HCM và TP. Cần Thơ. Trung tâm Trung tâm Truyền hình Việt Nam tại TP. Cần Thơ trở thành Văn phòng khu vực Tây Nam Bộ của Trung tâm Trung tâm Truyền hình Việt Nam tại khu vực Nam Bộ.

### Kênh quốc gia
Ngày 8 tháng 9 năm 2022, theo Nghị định số 60/2022/NĐ-CP của Chính phủ về việc cơ cấu lại các đơn vị trực thuộc của VTV, Trung tâm THVN tại khu vực Nam Bộ được chia tách thành Trung tâm THVN tại Thành phố Hồ Chí Minh và Trung tâm THVN tại khu vực Tây Nam Bộ. Trong đó, Trung tâm THVN tại khu vực Tây Nam Bộ có nhiệm vụ sản xuất các chương trình cho kênh truyền hình VTV Cần Thơ và các kênh truyền hình khác của VTV. Ngày 6 tháng 10 năm 2022, Bộ Thông tin và Truyền thông đã cấp phép cho Đài Truyền hình Việt Nam sản xuất kênh truyền hình quốc gia khu vực Tây Nam Bộ với tên gọi VTV Cần Thơ.
Kênh VTV Cần Thơ được phát sóng thử nghiệm từ 05:30 ngày 10 tháng 10 năm 2022, và sau đó lên sóng chính thức kể từ 18:00 ngày 13 tháng 10 năm 2022. Chương trình đầu tiên của VTV Cần Thơ là Miền Tây hôm nay (sáng).
Từ ngày 21 tháng 11 đến hết ngày 18 tháng 12 năm 2022, trong thời gian diễn ra FIFA World Cup 2022, kênh VTV Cần Thơ tạm thời nâng thời lượng phát sóng lên 24/24h.
Trong những năm đầu tiên lên sóng hệ tổng khống chế của kênh được đặt tại trụ sở chính của Đài Truyền hình Việt Nam ở Hà Nội, vị trí của kênh được đặt tại chỗ của kênh VTV6 trước đây. Trung tâm Truyền hình Việt Nam khu vực Tây Nam Bộ tại Cần Thơ có nhiệm vụ cung cấp chương trình cho tổng khống chế tại Hà Nội, đồng thời, hai bên Đài truyền hình Việt Nam ở Hà Nội và Trung tâm truyền hình Việt Nam tại khu vực Tây Nam Bộ ở Cần Thơ cùng có nhiệm vụ kiểm duyệt nội dung phát sóng và quản lí kênh. Tín hiệu từ đây được truyền đi rộng khắp các tỉnh, thành phố trực thuộc khu vực Tây Nam Bộ và phủ sóng trên nhiều hạ tầng truyền hình khác nhau nhằm phục vụ khán giả cả nước.
Từ 0h ngày 15 tháng 7 năm 2025, kênh VTV Cần Thơ chính thức tăng thời lượng phát sóng lên 24/24h hằng ngày và bắt đầu từ ngày 23/07/2025 tổng khống chế cũng sẽ được chuyển đặt tại Trung tâm truyền hình Việt Nam khu vực Tây Nam Bộ, trụ sở tại thành phố Cần Thơ.

## Lãnh đạo VTV Cần Thơ
- Giám đốc: Võ Ngọc Văn Quân.[14]
- Phó Giám đốc: Phan Phước Thiện.

## Thời lượng phát sóng

### Hiện tại
VTV Cần Thơ (mới), 2022–nay
- 10 tháng 10 – 21 tháng 11 năm 2022; 19 - 28 tháng 12 năm 2022; 30 tháng 12 năm 2022 - 14 tháng 7 năm 2025: 05:30–23:30 hằng ngày.
- 21 tháng 11 – 19 tháng 12 năm 2022; 15 tháng 7 năm 2025 - nay: 24/24h hằng ngày.
- 29 tháng 12 năm 2022: 05:30–24:00 cùng ngày.
- Tất niên (âm lịch) (2023 - 2025): 05:30–19:00 (hòa sóng chương trình đặc biệt đêm giao thừa của VTV).

### Trước đây
CTV, 1994 - 2003
- 1 tháng 6 năm 1994 – 16 tháng 9 năm 1998: 07:30–11:45, 14:15–16:30, 17:30–00:30 hằng ngày.
- 17 tháng 9 năm 1998 – 31 tháng 12 năm 2003: 06:00–12:00, 14:00–16:30, 17:30–23:30 hằng ngày.

CVTV/CVTV1/VTV Cần Thơ 1, 2004 - 2016
- 1 tháng 1 năm 2004 – 1 tháng 1 năm 2012: 05:30–23:30 hằng ngày.
- 2012: 05:30–23:20 hằng ngày.
- 1 tháng 1 năm 2013 – 31 tháng 12 năm 2015: 24/24h.

## Các chương trình

### Đang phát sóng

#### Bản tin
- Miền Tây hôm nay: Bao gồm 4 phiên bản vào lúc 06:00, 11:00, 18:00 và Tin nhanh lúc 21:30 hằng ngày. Trong đó, 3 phiên bản Sáng, Trưa và Chiều được phát trực tiếp. Riêng vào Tất niên âm lịch, phiên bản Tin nhanh không phát sóng.
- Bản tin nông nghiệp.
- Thời sự 19:00 (cùng với VTV1, VTV2, VTV3, trừ một số sự kiện đặc biệt)

### Ký sự
- Ký ức miền Tây
- Ký sự

### Chuyên đề
- Miền Tây năng động
- Nông nghiệp 4.0
- Vì nước vì dân
- Kinh tế đồng bằng
- Biến đổi khí hậu
- Câu chuyện nhà nông

### Du lịch
- Thương nhớ miền Tây
- Về đất phương Nam
- Rong ruổi phương Nam

### Văn nghệ giải trí
- Ca nhạc
- Dân ca nhạc cổ
- Sân khấu cải lương
- Tình khúc vượt thời gian
- Phim truyện nước ngoài
- Phim truyện Việt Nam

### Truyền hình trực tiếp
- Xổ số kiến thiết miền Nam
- Đối thoại
- Nhịp cầu nông nghiệp
- Kết nối y tế
- Đất khỏe - Cây trồng khỏe
- Các sự kiện lớn

### An ninh, quốc phòng
- Quốc phòng toàn dân Quân khu 9
- Vì bình yên cuộc sống

### Thể thao
- Trận đấu thể thao
- Tin nhanh thể thao
- Các chương trình thể thao
- Bản tin thể thao
- Sự kiện thể thao
- Ấn tượng thể thao
- Giờ vàng thể thao
- Tạp chí thể thao thế giới

### Chương trình thiếu nhi
- Phim hoạt hình
- Siêu mẫu nhí
- Đấu trường ẩm thực nhí

### Chuyên mục
- Kết nối VTV Cần Thơ
- Thế giới quanh ta

### Tiểu phẩm hài
- 1001 Chuyện tám
- Cà phê tử tế

### Các chương trình khác
- Chuyện Bác Ba Phi
- Tọa đàm tư vấn sức khỏe
- Quả cầu thông thái
- Lập trình trái tim
- Vòng xoay lốc xoáy
- Lời xin lỗi diệu kì
- Mảnh ghép hoàn hảo
- Những mảnh ghép của cuộc sống
- Check in Việt Nam
- Âm nhạc Việt Nam - Những chặng đường
- Đời nghệ sĩ
- Phim tài liệu
- Phóng sự
- Sắc màu các dân tộc

### Đã từng phát sóng
- Chào buổi sáng
- Bước chân hai thế hệ